# Tetraphenylphosphoniumchlorid
Tetraphenylphosphoniumchlorid ist eine chemische Verbindung aus der Gruppe der Phosphoniumverbindungen.

## Gewinnung und Darstellung
Tetraphenylphosphoniumchlorid kann durch Umsetzung von Chlorbenzol mit Triphenylphosphan und Nickelsalzen als Katalysator hergestellt werden.
{\displaystyle \mathrm {C_{6}H_{5}Cl+P(C_{6}H_{5})_{3}\longrightarrow (C_{6}H_{5})_{4}PCl} }

## Eigenschaften
Tetraphenylphosphoniumchlorid ist ein beiger Feststoff, der löslich in Wasser ist.

## Verwendung
Tetraphenylphosphoniumchlorid wird für die Herstellung von lipophilen Salzen aus anorganischen und metallorganischen Anionen verwendet. Er ist somit als Phasentransferkatalysator verwendbar, da damit anorganische Anionen in organischen Lösungsmitteln gelöst werden können.